# 辰見敏夫
辰見 敏夫（たつみ としお、1919年3月3日 - 2005年8月5日）は、日本の教育心理学者。東京学芸大学名誉教授。1992年勲三等旭日中綬章。

## 略歴
東京文理科大学教育学部心理学科卒業、東京学芸大学助教授、教授、1983年定年退官、名誉教授。1987年社会福祉功労厚生大臣表彰。1992年勲三等旭日中綬章を受章、厚生省の中央児童審議会家庭児童健全育成対策部会長。

## 著書
- 『教職叢書　精神衛生』岩崎書店 1951
- 『性格の心理』牧書店 1952
- 『テストの見かた作りかた 学級経営のために』岩崎書店 教育全書 教育方法編　1955
- 『子どものこころ そのしつけかた』金沢書店 1956
- 『保育のための知能検査』博文社 幼児教育講座　1958
- 『子どものこころ そのしつけかたと勉強のさせ方』博文社 1959
- 『わが子の進学20問』国土社 1960 子どものもんだい
- 『子どもの勉教としつけ72章』あすなろ書房 1961
- 『一・二年生の勉強としつけ』あすなろ書房 1965
- 『青年の心 若き世代と親と経営者のために』あすなろ書房 1965
- 『幼児の心理としつけ』あすなろ書房 1968
- 『こどもの進路と親の役割』大日本女子社会教育会 家庭教育シリーズ 1970
- 『小学生の心理としつけ』あすなろ書房 1970
- 『家庭学習のすすめ』第三文明社 TODAIのホームブックス　1973
- 『15歳のこころ・世界』日本家族計画協会　家庭婦人教養シリーズ 1979
- 『ひらがなおしえておかあさん』鈴木出版 1989
- 『幼少研式辰見ビネー知能検査法』日本文化科学社 1989

### 共編著
- 『こどもの心理と扱い方 児童心理学入門』杉渓一言共著 三友書房 1953
- 『最新教育評価法』鈴木清共著　日本文化科学社 教育心理新書 1953
- 『教育心理学』共著 金沢書店 1955
- 『教育のための精神分析』菅野重道,池田由子共著 新光閣 1955
- 『最新学力検査法』清水利信,八野正男共著 新光閣 1955
- 『小・中学生の心理と指導』共著 金沢書店 1955
- 『現代教育評価法 その理論と技術』武田一郎共編 明治図書出版 1958
- 『教室からお母さんへ』編 修道社 1959
- 『児童心理学』早川元二共編 博文社 1960
- 『青年心理学』早川元二,内山喜久雄共編 博文社 1960
- 『子どもとともに 小学生』瀬戸尊,早川元二共編 読売新聞社 1961 暮らしの図書室
- 『若い世代のために悩みの解決』本明寛,間宮武共著 ダイヤモンド社 1961
- 『中学英語の系統的学力診断法』小川芳男共編 国土社 1962
- 『中学国語の系統的学力診断法』林四郎共編 国土社 1962
- 『中学社会の系統的学力診断法』尾崎乕四郎共編 国土社 1962 中学校系統的学力診断シリーズ
- 『中学数学の系統的学力診断法』黒田孝郎共編 国土社 1962
- 『中学理科の系統的学力診断法』鎌田正宣共編 国土社 1962
- 『ママの家庭教師 勉強のできる子にする秘訣』編 東都書房 1962
- 『実践教育技術』梅根悟,井坂行男共編 お茶の水書房 1964
- 『幼稚園事典』友松諦道,角尾稔共編 千葉出版 1966
- 『学級における個性の発見と指導 積極的な能力開発のために』尾崎勝,比留間一成共編　文教書院 1967
- 『自主性を高める一斉・集団・個別指導の実際 ひとりひとりを伸ばす学級経営と正しい評価のために』近藤修博,小沢恒三郎共編　文教書院 1967
- 『児童臨床心理学講座 第1 児童臨床心理学の諸理論』内山喜久雄,菅野重道共編 岩崎学術出版社 1969
- 『教育評価法』編 協同出版 1973
- 『幼稚園児の指導をめぐる問題事例 こんなときどうするか』上村映雄共編 学陽書房 1974
- 『家庭の教育24章』松本伸夫共編著 ぎょうせい 1975
- 『児童臨床心理学講座 6　青年期の臨床心理』編 岩崎学術出版社 1975
- 『必修小学校教員資格認定試験』曻地三郎共編 協同出版 1975 資格試験必修シリーズ
- 『児童臨床心理学講座 5　児童期の臨床心理』編　岩崎学術出版社 1976
- 『児童臨床心理学講座 4 乳幼児期の臨床心理』編 岩崎学術出版社 1976
- 『幼児指導ハンドブック』編 文教書院 1977
- 『幼児教育概論』友松諦道共編 同文書院 1978
- 『教育心理学講義資料集』共編 学術図書出版社 1979
- 『教育評価小辞典』編 協同出版 1979
- 『社会 その指導と実際』若月芳一共編 同文書院 1979 新幼児教育シリーズ
- 『小学校児童新指導要録解説と記入法』八野正男共編 東京教育評価研究会著 国土社 1980
- 『小学校児童新指導要録・通信簿の記入例と用語例』八野正男共編 国土社 1980
- 『要説教育心理学』木村裕共編 実務教育出版 1985
- 『学校改善実践全集 8 勉強の遅れがちな子を伸ばす補充指導』宇留田敬一共編著 ぎょうせい 1986
- 『領域人間関係』永井千恵子、渡辺幸子、西沢真一共編 同文書院 1990

### 翻訳
- E.チマン『子どものしつと心 親と教師はこれをどう導いたらよいか』法政大学出版局 1954
- C.E.Gathercole『臨床心理学における測定』岩崎学術出版社 ペンギンブックス 双書・現代の心理学　1975

## 論文
- 「私より我々へ-社会意識の発達について」 『児童心理』 第1巻 3号 1947
- 「人格の評価」 『教育大学講座 32. 教育評価』 金子書房 1951
- 「社会の認識」 『教育心理学講座 12. 社会科学習の心理』 金子書房 1953
- 「環境調査」 『現代教育心理学体系』 中山書店 1958
- 「教科における学力の意味と内容」 『東京学芸大学教育研究所年報』 第11集 1964
- 「教育評価の現代的課題」 『中等教育資料』 文部省 1966
- 「知能検査・学力検査・適性と適正検査」 『児童臨床心理学講座 2. 児童の心理診断』 岩崎学術出版社 1970
- 「学業不振児」 『児童臨床心理学講座 8. 知的・身体的障害児』 岩崎学術出版社 1971
- 「教育評価の問題」 『実務教育』 6 - 9 1976
- 「ビネー研究 (1) - (3)」 『文教女子短期大学保育課紀要』 第4号 1985 - 第6号 1987